# Marpissa dayapurensis
Marpissa dayapurensis är en spindelart som beskrevs av Majumder 2004. Marpissa dayapurensis ingår i släktet Marpissa och familjen hoppspindlar. Inga underarter finns listade i Catalogue of Life.